# Лабскаус
Лабскаус (нім. Labskaus, дан. labskovs) — м'ясна страва північнонімецької і скандинавської кухонь. Лабскаус готують з солонини, картоплі, оселедця Матьє, ріпчастої цибулі та маринованого буряка. 

## Історія
Перша згадка лабскауса датується 1701 роком. Його готували моряки з солонини, картоплі, цибулі та сала. Лабскаус, приготований з додаванням буряка та інших додаткових інгредієнтів, можна знайти в меню багатьох ресторанів Шлезвіг-Гольштейну, прикордонних до нього областей Данії, в Бремені, Гамбургу і північній частині Нижньої Саксонії. Є регіональні відмінності: у Мекленбургу в лабскаус не додають ані оселедець, ані мариновані овочі, у Данії солонину замінюють свіжої яловичиною або свининою.[джерело?]
Лабскаус, можливо, пов'язаний (історично та етимологічно) з лобскусом, тушкованою стравою європейських моряків, яка тісно пов'язана з великими портами, такими як Ліверпуль. Подібні страви включають данський labskovs, шведський lapskojs, фінський lapskoussi або німецький labskaus.
Ця страва також фігурує в норвезько-американській кухні. У 1970 році лабскаус був частиною «офіційного меню для їдальні моряків» Norwegian America Line. До 1980-х років Восьма авеню Брукліна (особливо між 50-ю та 60-ю вулицями) була відома як «бульвар Лабскаус» через велику чисельність норвезько-американського населення в цьому районі.

## Рецепт
Для приготування класичного лабскаусу яловича солонина відварюється у воді і разом з маринованим буряком і огірками, цибулею та оселедцем Матьє (іноді і салом) пропускається через м'ясорубку. Отримана маса тушкується на свинячому салі, потім доводиться до кипіння в огірковому розсолі або бульйоні. Наприкінці додається розім'ята варена картопля. Лабскаус подають з рольмопсами, яєчнею та маринованим огірком.[джерело?]